# Dawid z głową Goliata (obraz Caravaggia 1607)
Dawid z głową Goliata – obraz olejny na płótnie o wymiarach 90,5 × 116,5 cm namalowany przez Caravaggia w 1607 roku. Obecnie znajduje się w zbiorach wiedeńskiego Kunsthistorisches Museum.
Zdaniem Petera Robba obraz nabył hrabia Villamediana w Neapolu między 1611 a 1617 r.; podstawę do takich przypuszczeń daje informacja przytaczana przez Giovanniego Bellori, zgodnie z którą hrabia Villamediana wrócił do Hiszpanii z Davidem pędzla Caravaggia.

## Opis dzieła
Dawid wychodzi z ciemności trzymając przed sobą odciętą głowę Goliata; Dawid symbolizuje w takim ujęciu raczej zwycięstwo nad śmiercią i cierpieniem, niż dosłownie rozumiane pokonanie olbrzyma.
Przedstawienie jest bardzo podobne do innego obrazu o tym samym temacie znajdującego się w zbiorach Galerii Borghese w Rzymie.
W przypadku obu obrazów twarz Dawida jest zapewne portretem asystenta i zarazem prawdopodobnie młodzieńczego kochanka malarza Francesco Boneri, który pozował już swojemu mistrzowi do obrazu Amor zwycięski (Amor vincit omnia), nawet jeśli nie jest znana współczesnej nauce żadna wzmianka na temat współpracy obu po wyjeździe Caravaggia z Rzymu w 1606 roku.